# ریچارد هیستینگز
ریچارد هیستینگز (هلندی: Richard Hastings؛ زادهٔ ۱۸ مهٔ ۱۹۷۷) یک بازیکن فوتبال اهل کانادا است.
وی همچنین در تیم ملی فوتبال کانادا بازی کرده است.